# لويد ك. بيرد
لويد ك. بيرد (بالإنجليزية: Lloyd C. Bird)‏ هو سياسي أمريكي، ولد في 1 أغسطس 1894 في مقاطعة هايلاند في الولايات المتحدة، وتوفي في 20 أبريل 1978 في مقاطعة تشيسترفيلد في الولايات المتحدة. نشط حزبياً في الحزب الديمقراطي. وقد انتخب عضو مجلس ولاية فرجينيا.